# Swan Hill
Swan Hill ist eine Stadt im australischen Bundesstaat Victoria und liegt im Nordwesten des Staates am Murray River an der Grenze zu New South Wales. Sie liegt etwa auf halbem Weg zwischen Adelaide und Canberra und 340 km nordwestlich von Melbourne. Die Stadt ist das Zentrum der Local Government Area Rural City of Swan Hill.

## Geschichte
Mitte des 19. Jahrhunderts wurde die erste Siedlung am Murray gegründet und ab 1847 gab es in Swan Hill eine Punt, die im Umkreis von 160 km den einzigen Übergang über den Fluss darstellte. Später wurde die Siedlung bis ins frühe 20. Jahrhundert ein wichtiger Hafen für die Flussschifffahrt, bis durch den Anschluss an das Schienennetz und den Bau einer Brücke andere Verkehrswege erschlossen wurden.

## Wirtschaft
Erst durch die landwirtschaftliche Erschließung der Mallee-Region im Nordwesten Victorias blühte die Stadt auf. 1914 begann der Japaner Isaburo Takasuka bei Swan Hill den ersten kommerziellen Reisanbau in Australien. Neben weiteren landwirtschaftlichen Produkten ist die Region für ihren Wein bekannt. Daneben ist der Ort ein beliebtes Ziel für Wassersportler. Eine elf Meter lange Figur eines Murray-Dorschs ist ein Symbol für Fischfang und Angeln – einer weiteren wichtigen Einnahmequelle der Stadt.
Mit ihren 10.600 Einwohnern ist Swan Hill die zweitgrößte Stadt am Murray River nach Mildura.

## Persönlichkeiten

### Hier geboren
- James Aldridge, Schriftsteller
- Glenn O’Shea, Radsportler
- Ross James Smith, Badmintonspieler

## Klima
|                       | Jan  | Feb  | Mär  | Apr  | Mai  | Jun  | Jul  | Aug  | Sep  | Okt  | Nov  | Dez  |   |      |
| Mittl. Tagesmax. (°C) | 33,0 | 32,3 | 28,5 | 23,7 | 18,8 | 15,3 | 14,6 | 16,7 | 20,1 | 23,7 | 27,9 | 30,2 | ⌀ | 23,7 |
| Mittl. Tagesmin. (°C) | 15,9 | 15,9 | 12,5 | 8,8  | 6,2  | 4,3  | 3,6  | 4,0  | 6,0  | 7,8  | 11,7 | 13,4 | ⌀ | 9,1  |

| 15,9 |

| 15,9 |

| 12,5 |

| 8,8 |

| 6,2 |

| 4,3 |

| 3,6 |

| 4,0 |

| 6,0 |

| 7,8 |

| 11,7 |

| 13,4 |

| 15,9 |

| 15,9 |

| 12,5 |

| 8,8 |

| 6,2 |

| 4,3 |

| 3,6 |

| 4,0 |

| 6,0 |

| 7,8 |

| 11,7 |

| 13,4 |